# Gasterosteus
Gasterosteus – rodzaj ryb ciernikokształtnych z rodziny ciernikowatych (Gasterosteidae).

## Klasyfikacja
Gatunki zaliczane do tego rodzaju:
- Gasterosteus aculeatus – ciernik[4], kat[5], kolka[5], czart[6]
- Gasterosteus crenobiontus
- Gasterosteus gymnurus
- Gasterosteus islandicus
- Gasterosteus wheatlandi

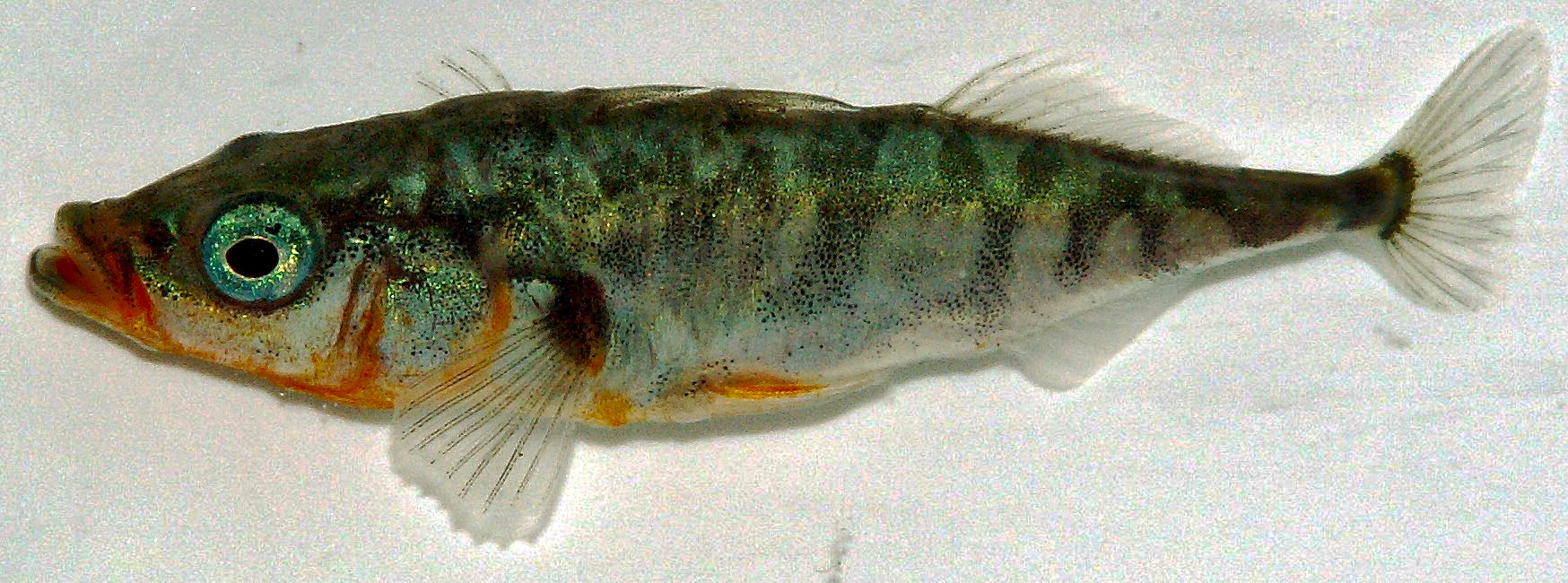
Gasterosteus aculeatus